# Hátul képzett, alsó nyelvállású, ajakkerekítéses magánhangzó
A hátul képzett, alsó nyelvállású, ajakkerekítéses magánhangzó egyes beszélt nyelvekben használt magánhangzó.
A nemzetközi fonetikai ábécé (IPA) e hangot az ɔ jellel jelöli, X-SAMPA-jele pedig O. IPA-jelét egy fordított c betű alkotja; a jelet és a hangot egyaránt „nyílt o”-nak hívják. Ez az elnevezés annyiban utal a hangra, hogy az [o] által jelölt hátul képzett, középső nyelvállású, ajakkerekítéses magánhangzóhoz hasonló, csak annál nyitottabb képzésű. A jelet pedig annyiban írja le a név, hogy az egy, a körívén megnyitott o-nak is tekinthető.

## Jellemzői
- Képzéshely szerint hátul képzett, ami annyit tesz, hogy a nyelv a lehető leghátrább húzódik vissza a szájban, ahol még elkerülhető a mássalhangzót létrehozó akadály.
- Nyelvállás szerint alsó nyelvállású (más szóval félig nyílt), ami azt jelenti, hogy a nyelv a legalsó (nyílt) és a középső (félig zárt) állás közt helyezkedik el.
- Kerekítettség szerint kerekített (labiális), vagyis az ajkak kört alkotnak, nem húzódnak szét.

### Előfordulása
| Nyelv    | Nyelv                    | Szó     | IPA                     | Jelentés        | Megjegyzés                            |
| -------- | ------------------------ | ------- | ----------------------- | --------------- | ------------------------------------- |
| albán    | albán                    | po      | [pɔ]                    | ’igen’          |                                       |
| angol    | ausztráliai              | hot     | [hɔt]                   | ’forró’         | Lásd ausztráliai angol hangtan        |
| angol    | amerikai                 | bog     | [bɔg]                   | ’mocsár’        | Egyes beszélőknél, lásd angol hangtan |
| angol    | elfogadott angol kiejtés | bore    | [bɔː]                   | ’fúr’           | Lásd angol hangtan                    |
| bengáli  | bengáli                  | বস      | [bɔʃ]                   | ’ül’            | Lásd bengáli hangtan                  |
| cseh     | cseh                     | oko     | [ɔkɔ]                   | ’szem’          | Lásd cseh hangtan                     |
| feröeri  | feröeri                  | nátt    | [nɔtː]                  | ’csont’         |                                       |
| francia  | francia                  | sort    | [sɔʀ]                   | ’sors’          | Lásd francia hangtan                  |
| grúz     | grúz                     | სწორი   | [sʦʼɔɾi]                | ’helyes’        |                                       |
| holland  | holland                  | bot     | [bɔt]                   | ’csont’         | Lásd holland hangtan                  |
| katalán  | katalán                  | cosa    | [kɔzə]                  | ’dolog’         | Lásd katalán hangtan                  |
| kínai    | kantoni nyelv            | 我/ngo5 | [ŋɔː˩˧]                 | ’én’            | Lásd standard kantoni                 |
| kínai    | mandarin nyelv           | 我/wǒ   | [uɔ˨˩˦]                 | ’én’            | Lásd standard mandarin                |
| lao      | lao                      | ບ       | [bɔː]                   | ’eredet’        |                                       |
| lengyel  | lengyel                  | kot     | [kɔt] (segítség·infó)   | ’macska’        | Lásd lengyel hangtan                  |
| német    | német                    | voll    | [fɔl]                   | ’teli’          | Lásd német hangtan                    |
| norvég   | norvég                   | topp    | [tɔp]                   | ’csúcs’         | Lásd norvég hangtan                   |
| okcitán  | okcitán                  | òme     | [ˈɔme]                  | ’ember’         |                                       |
| olasz    | olasz                    | parola  | [paˈɾɔːla]              | ’szó’           | Lásd olasz hangtan                    |
| portugál | portugál                 | só      | [sɔ]                    | ’egyedül’       | Lásd portugál hangtan                 |
| svéd     | svéd                     | åtta    | [ˈɔtːa] (segítség·infó) | ’nyolc’         | Lásd svéd hangtan                     |
| tádzsik  | tádzsik                  | тоҷикӣ  | [tɔːdʒɪˈkiː]            | ’tádzsik nyelv’ |                                       |
| vietnámi | vietnámi                 | to      | [tɔ̄]                    | ’nagy’          | Lásd vietnámi hangtan                 |